# 헤센 전쟁
헤센 전쟁(독일어: Hessenkrieg)은 1567년부터 1648년까지 헤센가의 종주권을 두고 헤센다름슈타트 방백국과 헤센카셀 방백국이 서로 대립한 전쟁이었다. 이 전쟁에서 양측은 군사를 동원해 물리적으로 충돌하기도 하고 외교전을 벌여 상대를 굴복시키려고 하기도 했다. 
1567년 3월 31일 헤센 방백국의 마지막 방백이었던 헤센 방백 필립 1세가 사망한 이후 곧바로 전쟁이 발발했다. 전쟁은 거의 80년 동안 헤센가 3대에 걸쳐 진행이 되었다. 1604년 헤센마부르크 방백이 사망한 이후 1620년대부터 양측의 대립은 격화되었다. 한편 30년 전쟁이 발발했을 때 헤센카셀 방백은 바로 신성 로마 제국에 맞서 신교도 국가였던 스웨덴 제국과 신교도를 후원하는 프랑스 왕국과 동맹을 맺었고, 루터교를 믿고 있었던 헤센다름슈타트 방백은 종교적 차이에도 불구하고 신성 로마 황제와 동맹을 맺었다. 
1645년 헤센카셀군이 마르부크르를 포위해 점령하고, 1648년 4월 전쟁은 끝났다. 이 전쟁 이후 헤센카셀의 영향력은 더욱 커졌고 상헤센은 분할되었으며, 베스트팔렌 조약을 통해 헤센카셀은 상당한 영토를 보전하고 획득할 수 있게 되었다.